# Comuna Vînohrad, Colomeea
Vînohrad (în ucraineană Виноград) este o comună în raionul Colomeea, regiunea Ivano-Frankivsk, Ucraina, formată din satele Nîjnea Velesnîțea și Vînohrad (reședința).

## Demografie
Componența lingvistică a comunei Vînohrad
     Ucraineană (99,64%)
     Alte limbi (0,36%)
Conform recensământului din 2001, majoritatea populației comunei Vînohrad era vorbitoare de ucraineană (99,64%), existând în minoritate și vorbitori de alte limbi.